# 韋爾希夫齊 (赫梅利尼茨基州)
49°17′17″N 26°48′23″E / 49.28806°N 26.80639°E
韋爾希夫齊（烏克蘭語：Верхівці）是位於烏克蘭西部的村莊，由赫梅利尼茨基州裡赫梅利尼茨基區的亞爾莫林齊市鎮負責管轄。該村面積1.02平方公里，海拔高度320米，2001年人口169。